# Giganten des Wissens
Giganten des Wissens ist (nach Eine kurze Geschichte der Zeit und Das Universum in der Nussschale) das dritte Buch  des britischen Physikers Stephen Hawking.
Zu den fünf „Großen“, die unser Weltbild am meisten geprägt haben, gehören:
- Nikolaus Kopernikus
- Galileo Galilei
- Johannes Kepler
- Isaac Newton
- Albert Einstein

Stephen Hawking gibt eine kurze Biographie zu jeder dieser fünf Personen.  Hinweise auf die Genialität der Giganten geben die Auswahl bzw. Ausschnitte der Werke jener Leute wieder.